# Callidium sempervirens
Callidium sempervirens är en skalbaggsart som beskrevs av Linsley 1942. Callidium sempervirens ingår i släktet Callidium och familjen långhorningar. Inga underarter finns listade.